# Marana Simhasanam
Marana Simhasanam (letteralmente Il trono della morte) è un film del 1999 diretto da Murali Nair, vincitore della Caméra d'or per la miglior opera prima al 52º Festival di Cannes.

## Riconoscimenti
- Festival di Cannes 1999
  - Caméra d'or
  - In competizione nella sezione Un Certain Regard
- Torino Film Festival
  - Miglior film